# アッバーシーン・スタジアム
アッバーシーン・スタジアム(アラビア語: ملعب العباسيين、英: Abbasiyyin Stadium)は、シリアの首都ダマスカスにある多目的スタジアムである。

## 概要
スタジアム名のアッバーシーンとは、かつて中東地域を支配したアッバース朝より採られた。1957年に10,000人収容の陸上競技施設として建設された後、1976年にダマスカスで開催された第五回パンアラブ競技大会に向けて改修工事が行われ、現在のスタジアムが建設された。収容人数は45,000人であり、アレッポ国際スタジアムにつぐ国内第二のスタジアムである。
主にサッカーの試合に用いられ、シリア・プレミアリーグに所属するアル・ワフダ、アル・ジャイシュ、アル・マジュドがホームスタジアムとして使用する他、サッカーシリア代表のホームスタジアムとしても用いられている。
また、1976年と1992年のパンアラブ競技大会の会場として使用されたほか、2002年には西アジアサッカー選手権の決勝戦の会場としても使用された。